# Songs from the Last Century
Songs from the Last Century is een album van de Britse zanger George Michael uit 1999. Op het album zijn coverversies te vinden van hits uit de twintigste eeuw. Op sommige nummers geeft Michael zijn eigen interpretatie aan het origineel. Bekende covers op het album zijn Roxanne (van The Police) en Miss Sarajevo (U2 en Luciano Pavarotti).

## Achtergrond
Van het album werd één single gehaald, namelijk het nummer Roxanne. Voor de videoclip reisde Michael af naar Amsterdam, waar hij de opnames maakte op de Wallen. Hij gebruikte hier geen acteurs, maar mensen die echt daarnaartoe kwamen of er werkzaam waren.

## Tracklist
1. "Brother, Can You Spare a Dime?" - 4:22
2. "Roxanne" - 4:11
3. "You've Changed" - 4:25
4. "My Baby Just Cares for Me" - 1:45
5. "The First Time Ever I Saw Your Face" - 5:19
6. "Miss Sarajevo" - 5:11
7. "I Remember You" - 4:12
8. "Secret Love" - 2:39
9. "Wild Is the Wind" - 4:02
10. "Where or When" / "It's Alright with Me" (Instrumentaal) (Hidden track) - 7:00